# Franz Courtens
Franz Courtens (Termonde, 4 febbraio 1854 – Saint-Josse-ten-Noode, 2 gennaio 1943) è stato un pittore belga.

## Biografia
Franz Courtens si iscrisse giovanissimo all'Accademia di belle arti di Dendermonde ed ebbe come insegnanti i pittori paesaggisti Jacques Rosseels (1828-1912), Isidore Meyers (1836-1916) e Frans Vinck (1827-1903).
Si trasferì a Bruxelles nel 1874, dove frequentò l'Accademia libera della Patte de Dindon (Zampa di tacchino). Il suo incontro con Hippolyte Boulenger e la Scuola di Tervueren lo portarono ad adottare la pratica della pittura "en plein air".
I suoi lavori (paesaggi dei dintorni di Bruxelles, di Campine, di Bruges e di Hollande) ebbero subito un enorme successo. I suoi lavori consistono principalmente in disegni e dipinti di paesaggi, animali e marine. Fu assai conosciuto e stimato per i suoi colori luminosi che giocavano con i cambiamenti atmosferici.
A partire dal 1903 divenne professore all'"Istituto superiore dell'Accademia di belle arti di Anversa" (NHISKA), e quindi membro dell'"Accademia reale del Belgio" (1904).
I suoi contemporanei e i critici d'arte lo considerarono come l'uomo di punta dell'impressionismo belga e lo soprannominarono il "Rubens della pittura paesaggistica". Divenne il capofila della Scuola di Termonde, anche se egli si dichiarò grande ammiratore della Scuola di Tervueren e di quella di Fontainebleau. 
Dal 1907 in poi, su invito della Famiglia reale belga, Courtens dipinse regolarmente all'interno del parco di Laeken.
Nel 1907 la città di Termonde diede il suo nome ad una delle sue strade più importanti (la Franz Courtensstraat). La casa dove era nato si trovava proprio in quella strada. I Comuni di Schaerbeek e Evere diedero anch'essi il nome di Frans Courtens a due vie: Avenue Frans Courtens, a Schaerbeek e rue Frans Courtens a Evere.
Courtens ebbe due figli: Hermann Courtens (1884-1956) e Alfred Courtens, scultore, (1889-1967), e fu il nonno dei pittori Pierre Courtens (1921-2004) e Jacques Courtens (1926-1988).
Nel 1922 il re Alberto I del Belgio lo nominò Barone.
Nel 1950 Alfred Courtens realizzò una statua con le fattezze di suo padre. Essa è situata nella Franz Courtensstraat di Termonde e fu inaugurata dalla regina Elisabetta.
Fra i suoi allievi notiamo il nome di Firmin Verhevick. Altro allievo fu Valerius De Saedeleer che lo accompagnò nei villaggi attorno a Termonde.
Franz Courtens morì ottantanovenne a Saint-Josse-ten-Noode, nel cui cimitero fu sepolto.

## Opere scelte
- Les vieilles de Schiedam
- La sortie de l'Office
- La traite
- La drève ensoleillée, 1892, Museo di belle arti, Liegi.
- Dans les jacinthes
- Mare dormante sous bois
- Sous le hêtre
- Pluie d'or, Museo di Budapest
- Barques à moules, Museo di Stoccarda
- Les nourrices, Museo di Magdeburgo
- Soleil de septembre
- Dégel
- Le long chemin
- Verger
- Ex-voto
- Dernier jour d'automne
- Printemps
- Solitude
- Nuit
- La sieste des vaches
- Prélude du matin

## Galleria d'immagini

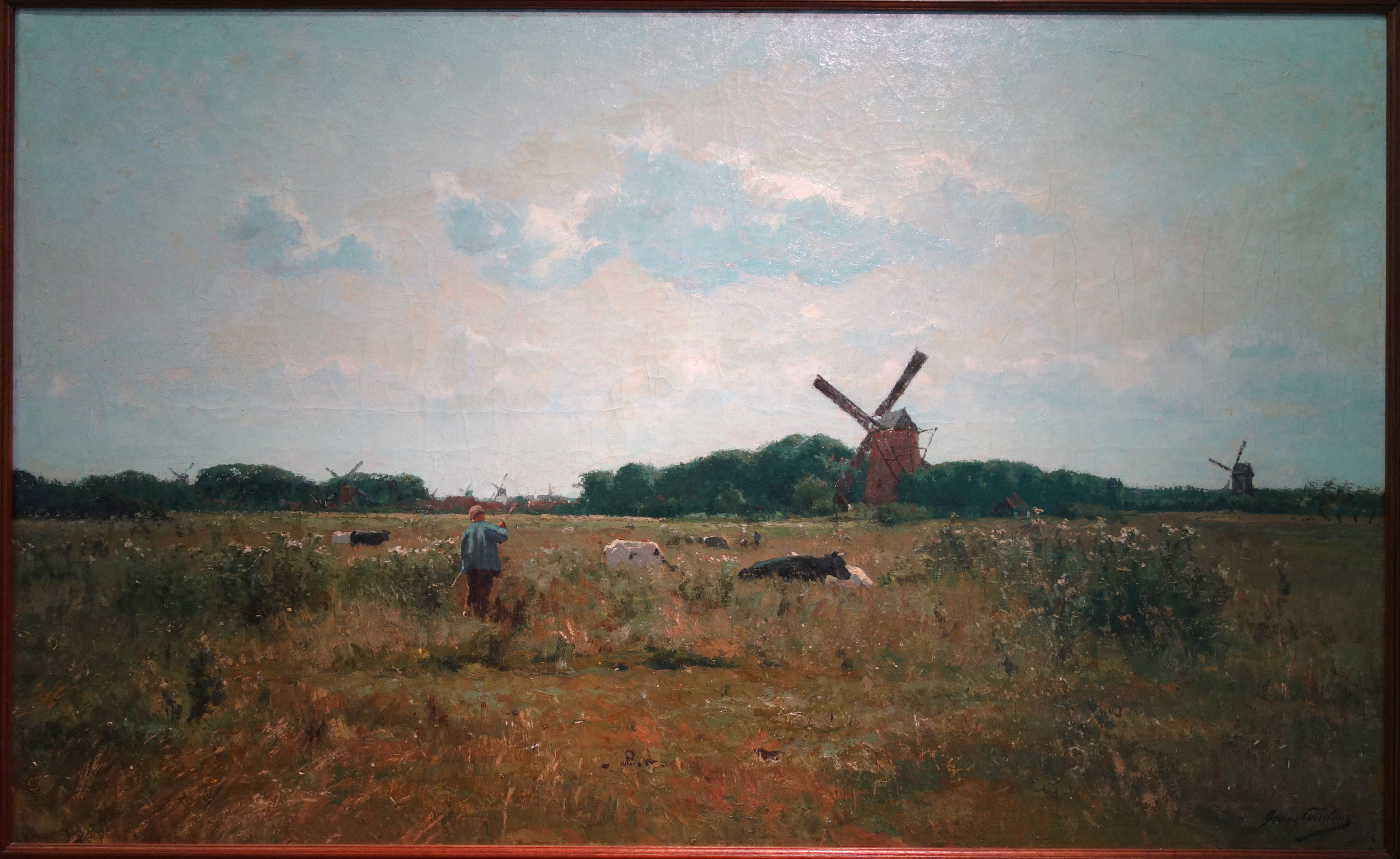
Paesaggio con mulini
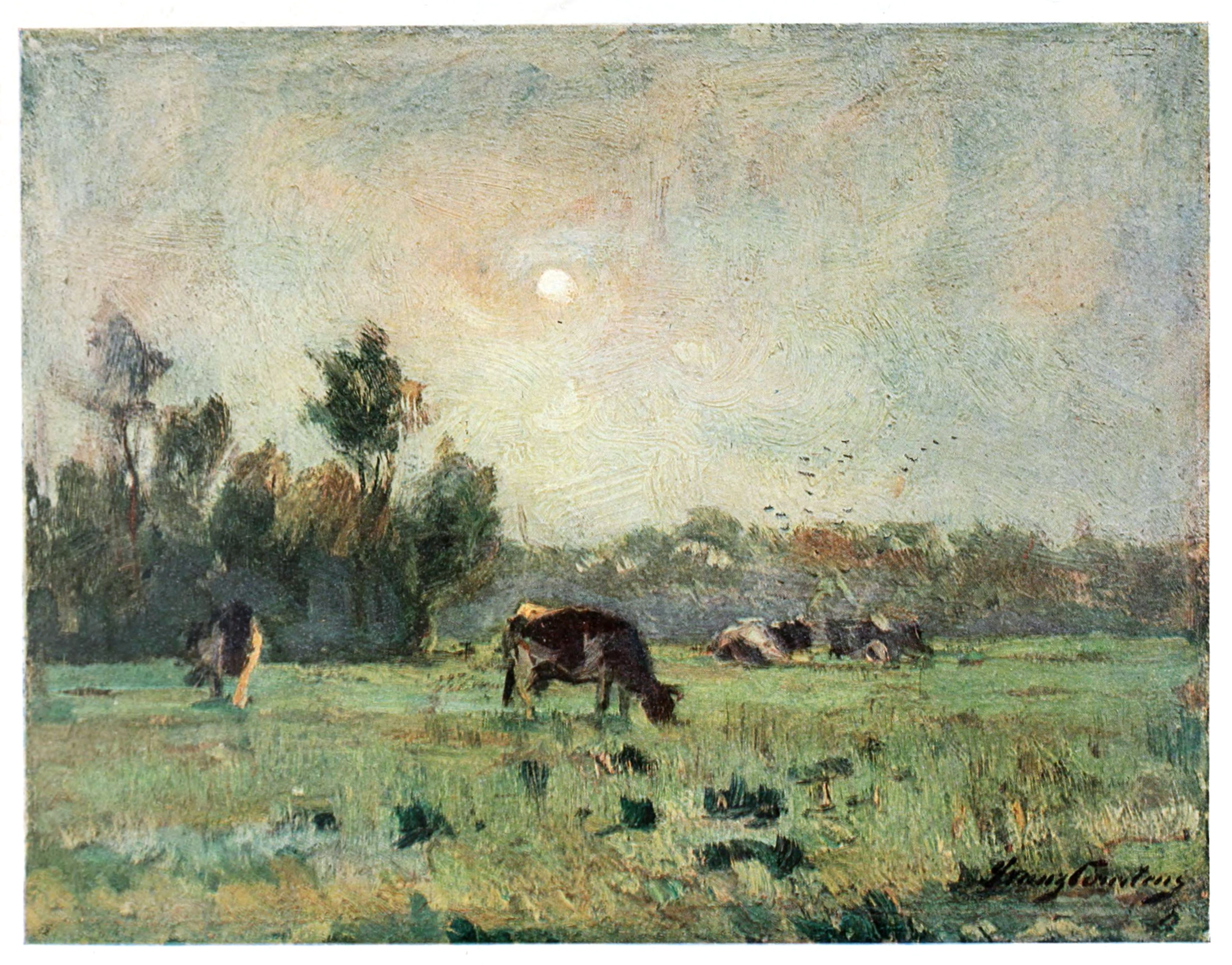
Mattino di novembre
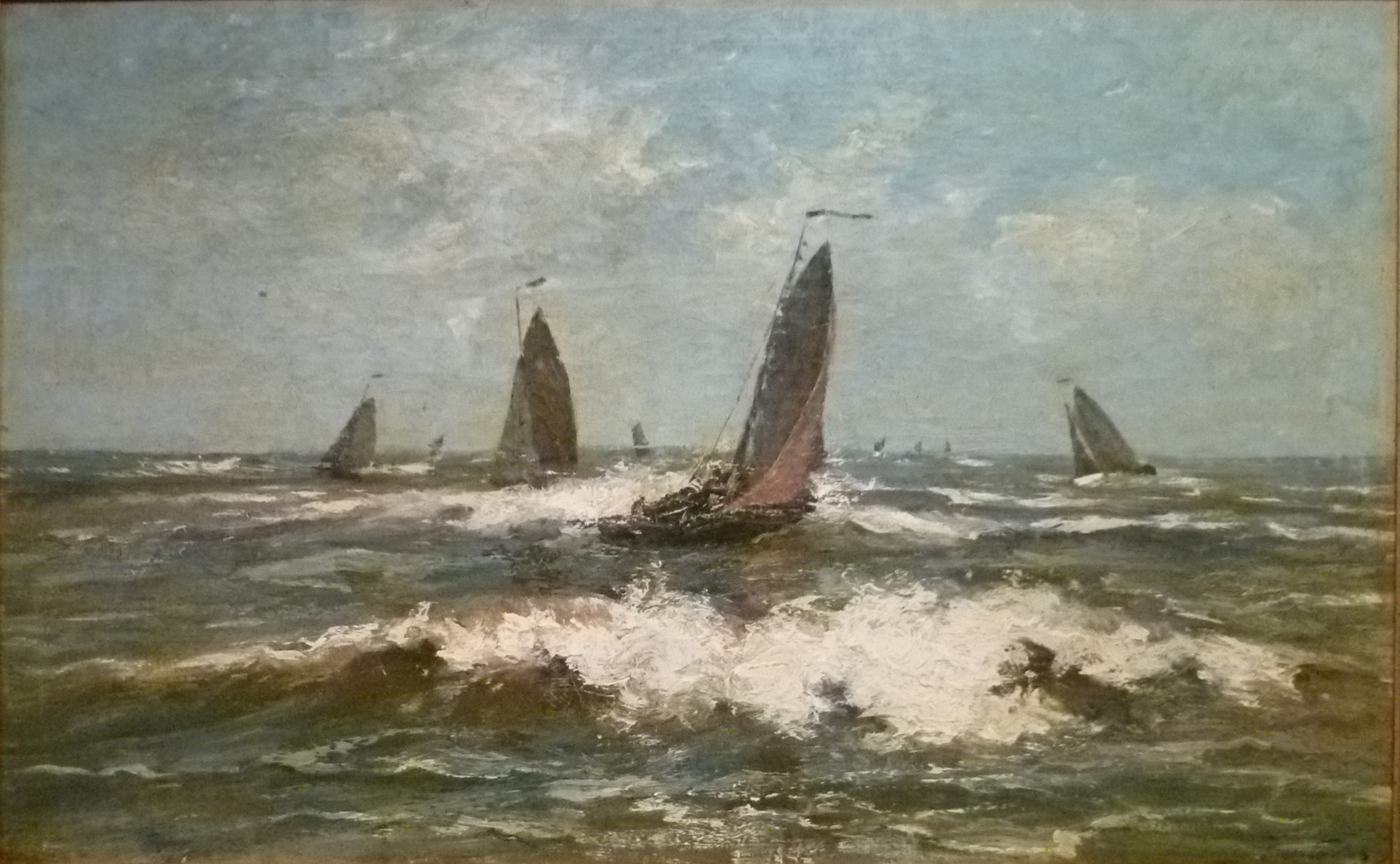
L'onda
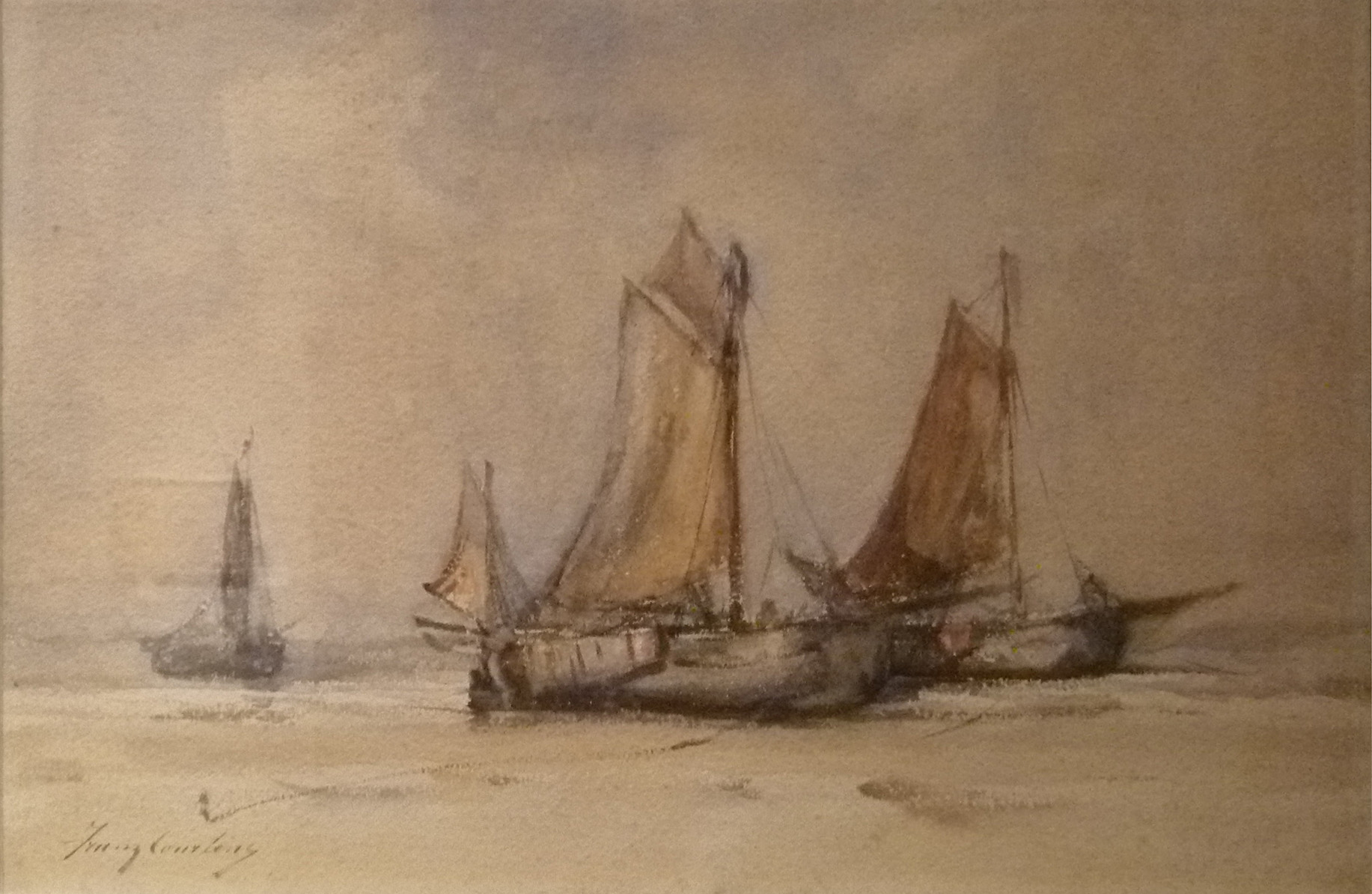
Barche sulla spiaggia
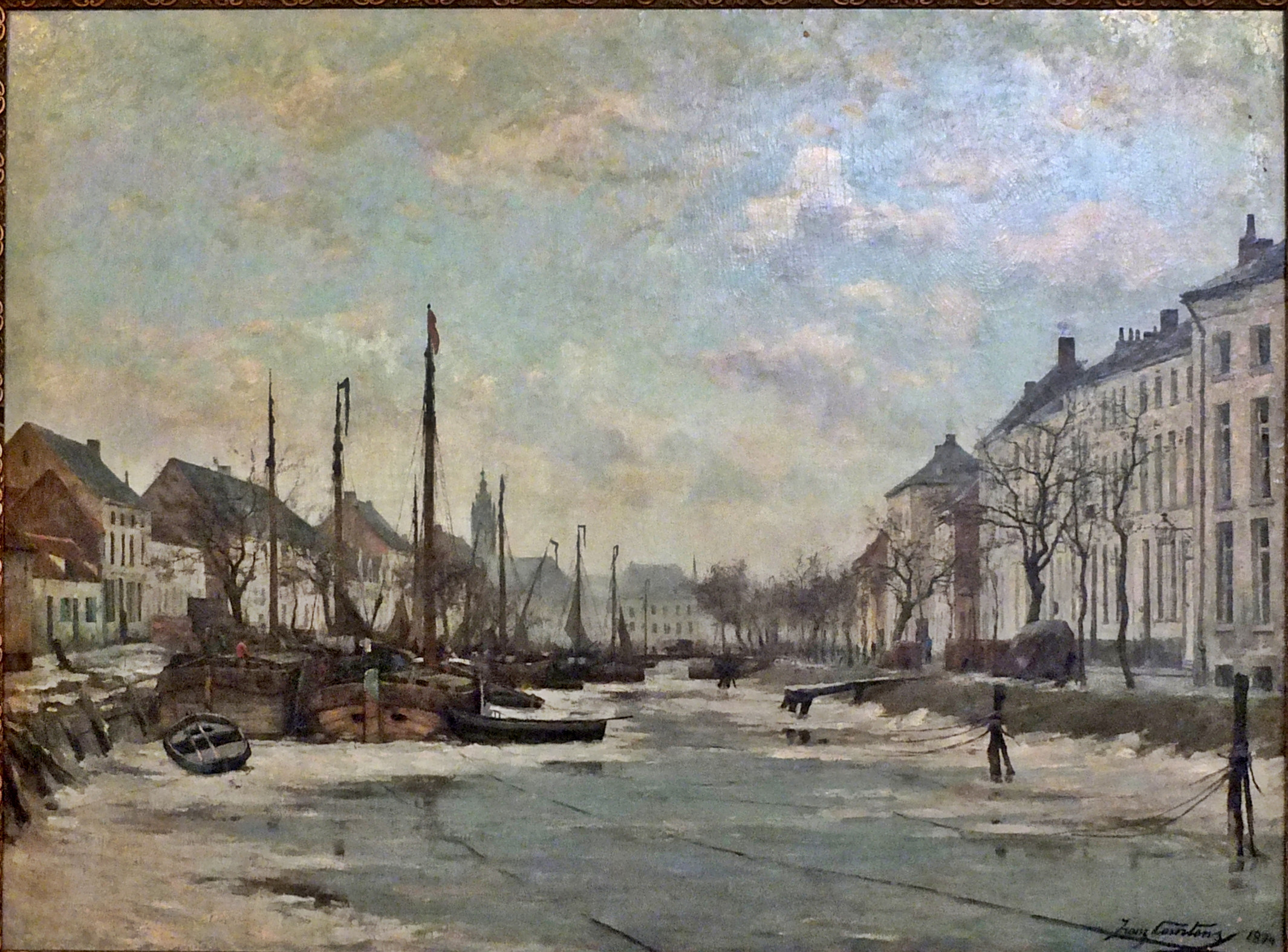
Disgelo a Dendermonde 1879, 166 × 231 cm